# Manuel Rebelo
Manuel Rebelo é um cantor português.

## Biografia
Manuel Rebelo iniciou os seus estudos musicais aos seis anos de idade e aos sete estreou-se em palco, inserido no coro infantil da Paixão segundo São Mateus de J. S. Bach, com o Coro Gulbenkian e a Orquestra Gulbenkian, sob a direção de Michel Corboz.
É membro de vários grupos vocais de renome, como o Coro Gulbenkian ou o grupo Chapella Patriarcal, entre muitos outros. Concluiu o Curso de Canto do Conservatório Nacional de Lisboa, sob a orientação de Rute Dutra, com a classificação máxima, e é diplomado em Formação Musical pela Escola Superior de Música de Lisboa. 
Integrou em 2002 o projeto Tetvocal, quarteto masculino composto por músicos de formação clássica, que viria a afirmar-se como grupo genuinamente português, quer pelo repertório selecionado, quer pelos excelentes arranjos que lhes foram dedicados pela nova geração de compositores nacionais, em particular Eurico Carrapatoso.
Estreou-se no domínio da ópera em 2006, tendo integrado o elenco da produção “Salomé” de Richard Strauss, na Fundação Calouste Gulbenkian, sob a direção de Lawrence Foster. Mais tarde, interpretou o papel para barítono “Prof. Barroso” na ópera “Orquídea Branca”, de Jorge Salgueiro, em estreia absoluta. Interpretou e gravou, com o quarteto Tetvocal, a orquestra “Sinfonietta” de Lisboa e com o coro Ricercare a obra “In Paradisum” de Eurico Carrapatoso.
Em 2008 apresentou-se a solo no Grande Auditório do Centro Cultural de Belém (CCB) com a Orquestra Sinfónica Nacional, numa produção do Teatro Nacional de São Carlos, tendo interpretado “A Sea Symphony” de Ralph Vaughan Williams. Também interpretou a solo temas de sempre do jazz internacional, no espetáculo “Influência do Jazz”, no Auditório da Culturgest.
Em 2009 integrou o elenco do musical “Deus. Pátria. Revolução.”, no CCB, com encenação de António Pires e direção musical de Luís Bragança Gil. Também em 2009, interpretou o papel de “D. Quixote” na ópera “Retábulo de Mestre Pedro de Manuel de Falla”, com a Orquestra Gulbenkian dirigida por Joana Carneiro, e cantou “Five Mystical Songs” de Ralph Vaughan Williams, com o coro Luisa Todi e a orquestra da GNR, dirigida por Gisela Cerqueira.
Nesse mesmo ano, dirigiu a orquestra de alunos da Escola Superior de Música de Lisboa em repertório para orquestra sinfónica e solistas, e o concerto de encerramento do Festival de Música da Cartuxa, com repertório polifônico para coro a cappella. Continua a desenvolver projetos na área da Direção, onde se destacam o coro emotionVoices, o coro da Comissão do Mercado de Valores Mobiliários (CMVM) e o coro da Procuradoria Geral da República (PGR).
Em 2012, Manuel Rebelo lança o seu primeiro trabalho discográfico a solo, denominado Voice n’Drum. Neste trabalho, gravado com apenas dois instrumentos (voz e percussão/bateria), Manuel grava todas as vozes (lead, chorus, bass e beatbox).
Atualmente colabora em produções do Teatro Nacional de São Carlos, onde se destacam “D. Carlo”, “El Gato Montês”, e mais recentemente “Gioconda”, onde interpretou os papéis de “Barnabotto” e “Kantor” com Elisabete Matos (“Gioconda”). Já em 2015 vestiu a pele de "António" numa versão semi-encenada da ópera "As bodas de Fígaro" produzida pela Fundação Calouste Gulbenkian. 
É Presidente e Diretor Artístico do Emotion Arts – Culture Club, um clube de cultura internacional que conta com mais de 300 membros fundadores cerca de 100 parceiros, que promove, divulga e facilita o acesso dos cidadãos à cultura, agregando um conjunto de sugestões e parcerias transversais na área das artes, que vão desde a música aos vinhos e gastronomia, passando pela literatura, escultura, dança, cinema, fotografia, design, património, entre outros.
Importa também referir a sua participação no projeto ”Amália Hoje”, assim como na “Missa Brevis”, de João Gil, onde intercala com Luís Represas a vocalidade do projeto, e em “Douro, Tejo e Guadiana”, um trio de vozes com Vitorino Salomé (Guadiana) e Carlos Tavares (Douro), onde representa o rio Tejo. 
Colabora regularmente em projetos na área da canção ligeira, tendo gravado com Luís Represas, Sónia Tavares (The Gift (banda)), Fernando Ribeiro (Moonspell), João Gil, Nuno Guerreiro (cantor), Tó Cruz, Maria Ana Bobone, Yolanda Soares, entre outros artistas do cenário musical português.
Tem tido também uma assinalável atividade em outras áreas, como a composição musical. A polifonia e a escrita vocal ocupam especial relevo nesta área, bem como a música para teatro e/ou vários documentários institucionais. Destaca-se também o trabalho desenvolvido nos últimos anos como pedagogo de canto.

## Discografia a solo
- Voice n'Drum, 2012, CD de originais

## Outras colaborações
- "In Paradisum", Eurico Carrapatoso, 1994
- "Um tributo português a Sua Majestade o Rei Da Tailândia", Tetvocal, 2003
- "Lado A", Tetvocal, 2004
- "Amália Hoje", 2009, La Folie Gift
- "Missa Brevis", João Gil, 2012, Genius y meios
- "Tomara", Luís Represas, 2014